# لونا شاد
مه‌نور شادزی، مشهور به لونا شاد (زادهٔ ۲۵ مرداد ۱۳۵۱ در اصفهان)، گوینده تلویزیونی و هنرپیشه سینما اهل ایران است. او با بخش فارسی صدای آمریکا همکاری می‌کند.

## زندگی
وی در سال ۱۳۶۳ در ۱۲ سالگی ایران را ترک کرد و به همراه خانواده‌اش به فرانسه رفت. او پس از گذراندن دوره دبیرستان در رشته فلسفه، در رشته بازرگانی بین‌المللی در پاریس تحصیل کرد و برای سه سال در بخش بورس سهام در بانکی فرانسوی کار کرد. در ۲۸ سالگی پس از گذراندن یک دوره کلاس خصوصی یک ساله در زمینه تئاتر به این رشته روی آورد.

وی سپس به عنوان مجری و برنامه‌ساز به شبکه تلویزیونی بخش فارسی صدای آمریکا پیوست و در تهیه برنامه‌های مختلفی از جمله مجله هفتگی فصل دیگر
مشارکت داشت.
وی مدتی طولانی مجری برنامه شباهنگ بود که هر شب از صدای آمریکا به صورت زنده پخش می‌شود. او پس از چند سال اجرا و برنامه‌سازی در صدای آمریکا، در پاییز ۱۳۸۷ با این شبکه قطع همکاری کرد.
در سال ۱۳۸۷ خبر ازدواج آرش سبحانی و لونا شاد منتشر شد. آرش سبحانی هم‌چنین در اسفند ۱۳۸۸ ترانه‌ای به نام «شبانه» و با صدای لونا شاد را آهنگسازی کرد.

### دوران سینما
لونا در فیلم فریاد مورچه‌های محسن مخملباف بازیگر نقش اول زن بود. برخی صحنه‌های فیلم که تصاویر برهنهٔ وی را نشان می‌داد تا مدت‌ها مورد بحث و جدل در وبگاه‌های مختلف بود. وی در مصاحبه‌ای اعلام کرد که تنها در یکی از صحنه‌های فیلم برهنه بوده‌است.

## فیلم‌شناسی
- فریاد مورچه‌ها (محسن مخملباف، ۲۰۰۶)
- صندلی (محسن مخملباف، ۲۰۰۵)

## آهنگ‌ها
- شبانه[۶]